# Xã Pleasant, Quận Warren, Pennsylvania
Xã Pleasant (tiếng Anh: Pleasant Township) là một xã thuộc quận Warren, tiểu bang Pennsylvania, Hoa Kỳ. Năm 2010, dân số của xã này là 2.444 người.